# Lorica (Loricifera)
Pour les articles homonymes, voir Lorica.
La lorica est l'exosquelette composé de plaques dures (de silice) qui est biosynthétisée par certains microorganismes (ex : Loricifera). 
Cet exosquelette protecteur recouvre souvent une grande partie de l'organisme.
La forme et structure de cette cuirasse est utilisée pour la systématique du groupe.

## Étymologie
Ce nom vient du latin loricus corset.